# 欧早熟禾
欧早熟禾（学名：Poa sylvicola）为禾本科早熟禾属下的一个种。现名称已修订，正名为欧早熟禾（Poa trivialis subsp. sylvicola）。